# Dendrophthora dittae
Dendrophthora dittae là một loài thực vật có hoa trong họ Santalaceae. Loài này được Urb. & Ekman mô tả khoa học đầu tiên năm 1930.